# Nirmal Dey
Nirmal Dey (Mymensingh, 1913 – ...) è stato un regista indiano.

## Filmografia
- Bedeni, co-regia di Ritwik Ghatak (1951)
- Basu Paribar (1952)
- Sharey Chuattar (1953)
- Champadangar Bou (1954)
- Du-janay (1955)
- Nirdharita Silpir Anupastithi Tey (1959)